# Respondek Railroad

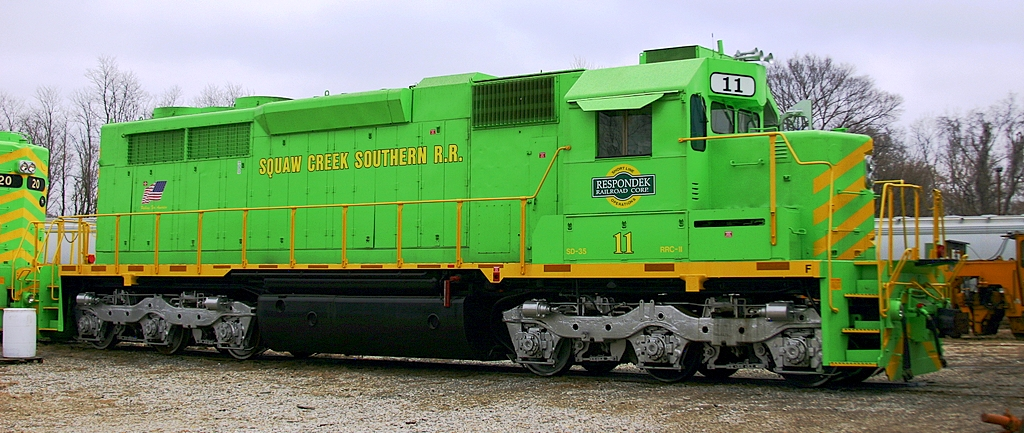
EMD SD38-2 des Tochterunternehmens Squaw Creek Southern Railroad

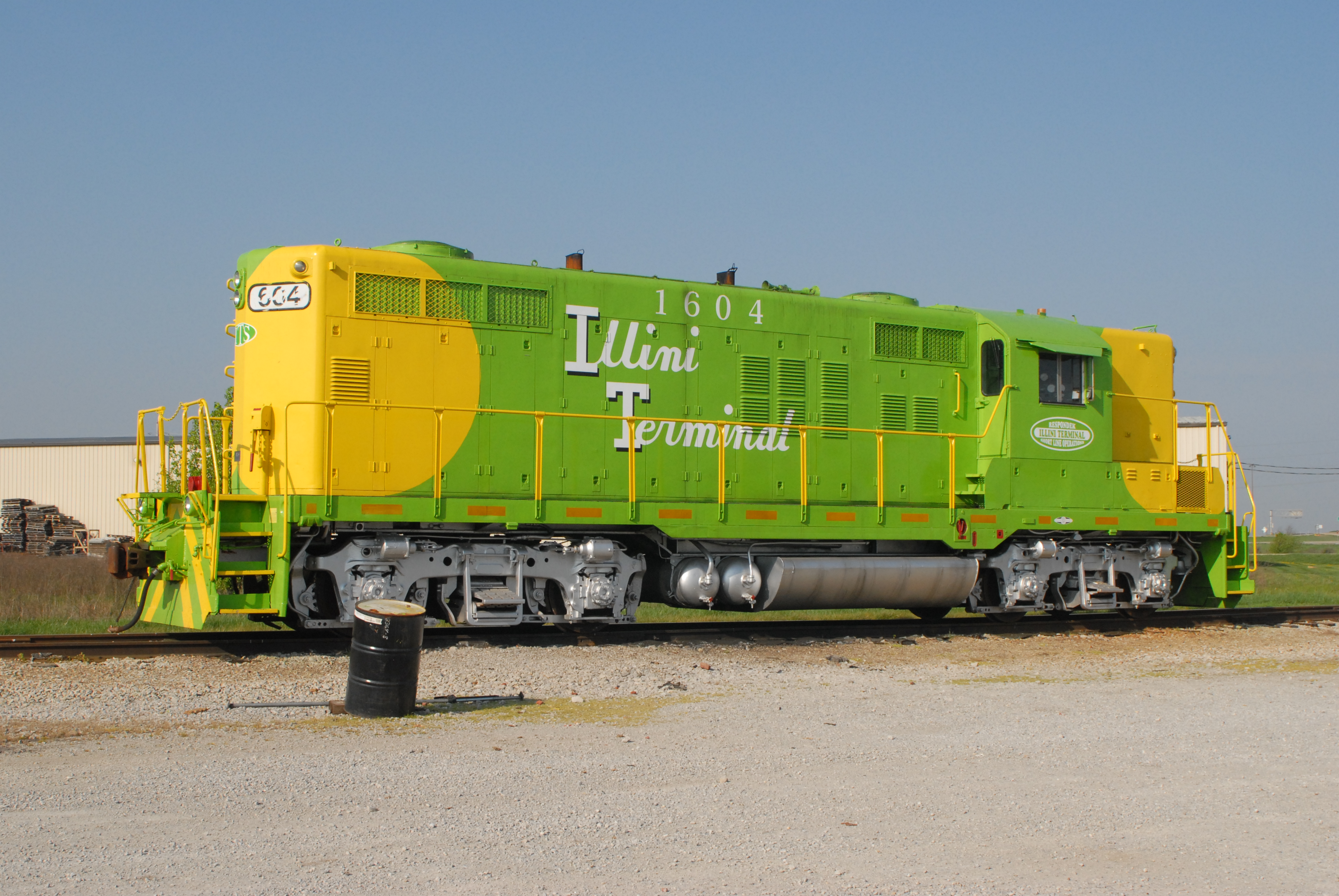
IC GP10 des Tochterunternehmens Illini Terminal Railroad

Respondek Railroad ist ein amerikanisches Eisenbahnunternehmen mit Sitz in Boonville (Indiana).

## Geschichte
1986 erwarben die Brüder Terry und Jerry Respondek zwei abgestellte Rangierlokomotiven. Nachdem sie diese aufgearbeitet hatten, konnten sie durch den Verkauf einer Lokomotive eine Streckenlokomotive erwerben. 1987 gründeten die beiden die Respondek Corporation und übernahmen den Werksverkehr für die Amoco-Ölraffinerie in Wood River (Illinois). 1990 wurde zusätzlich der Werksverkehr in der Royal-Dutch-Shell-Ölraffinerie in diesem Ort übernommen. Am 28. Oktober 1994 wurde der Betrieb auf der Semo Port Railroad aufgenommen. 1998 trennten sich die beiden Brüder. Jerry Respondek gründete Motive Rail und übernahm den Betrieb der Semo Port Railroad. Terry Respondek wurde Alleineigentümer von Respondek Railroad.
Von 1998 bis 2000 erfolgte der Rangierverkehr in der Kohlegrube „Arch of Illinois“ bei Percy (Illinois). 1999 übernahm man den Werksverkehr eines Chemiebetriebes von GE Plastics (heute Sabic) in Burkville (Alabama). Im September 2000 folgte der Werksverkehr im GE-Plastics-Werk in Mt. Vernon (Indiana). Am 3. August 1999 begann Respondek Railroad mit dem Betrieb einer 2,4 Kilometer langen Strecke in St. Louis im Auftrag der Bi-State Development Agency des Missouri-Illinois Metropolitan District. Von August 2006 bis Ende 2008 erfolgte der Betrieb durch das Tochterunternehmen Squaw Creek Southern Railroad.
Im Jahr 2000 wurde das Unternehmen mit dem Betrieb der Fredonia Valley Railroad auf einer 24 Kilometer langen Strecke zwischen Princeton (Kentucky) zu einem Steinbruch bei Fredonia beauftragt. Im gleichen Jahr übernahm das Unternehmen den Rangierbetrieb zu einem Industriegebiet in Litchfield (Illinois). Seit November 2011 wird dieser Betrieb durch das Respondek-Tochterunternehmen Illini Terminal Railroad durchgeführt. Im April 2001 mietete Respondek Railroad mehrere Abstellbahnhöfe mit einer Gesamtkapazität für rund 700 Güterwagen. Gleichzeitig gründete man das Tochterunternehmen Squaw Creek Southern Railroad zum Betrieb der 35 Kilometer langen Strecke zwischen Lynnville und Yankeetown im Warwick County in Indiana.
2002 weitete das Unternehmen sein Angebot aus und bietet nunmehr auch die Unterhaltung von Gleisanlagen an. Erster Kunde für diese Dienstleistung war das Alcoa-Kraftwerk in Newburgh (Indiana). Im Folgejahr steigt Respondek Railroad in den Güterwagen-Reparatur-Markt ein. Dafür besitzt das Unternehmen ein Reparaturwerk bei Evansville (Indiana). Im Jahr 2004 übernahm Respondek Railroad den Rangierverkehr für den Tri-City Regional Port District in Granite City (Illinois), seit 2010 unter dem Namen Port Harbor Railroad.
Ab August 2005 pachtete die Gesellschaft für 20 Jahre von der CSX Transportation die Bahnstrecke von Richmond (Indiana) nach Fernald (Ohio). Für den Betrieb wurde die Indiana Eastern Railroad gegründet. Seit 2006 wird der Werksverkehr für die Friendsville-Kohlemine bei Mt. Carmel (Illinois) durchgeführt. 2007 übernahm man die Rangierarbeiten beim Alcoa-Kraftwerk in Newburgh (Indiana). 2008 pachtete die Squaw Valley Railroad die 35 Kilometer lange Central-of-Georgia-Railroad-Strecke zwischen Madison und Shady Dale.

## Lokomotiven
Im November 2011 hatte Respondek Railroad 20 Lokomotiven der Bauarten EMD SD38-2, EMD SW9, EMD SW1200, EMD GP7, EMD SD9 IC GP10, IC GP8, EMD SD40-2, GE B23-7 und EMD SD40T-2.